# Я, Деніел Блейк
«Я, Деніел Блейк» (англ. I, Daniel Blake) — британський драматичний фільм, знятий Кеном Лоучем. Світова прем'єра стрічки відбулася 13 травня 2016 року на Каннському кінофестивалі, де отримала «Золоту пальмову гілку». В український прокат картина вийшла 8 грудня 2016 року. Фільм розповідає про 59-річного чоловіка, який після травми змушений пройти довгий і складний бюрократичний процес, щоб отримати державну соціальну допомогу. У процесі він зустрічає самотню матір, що зіткнулася зі схожими проблемами.

## У ролях
- Дейв Джонс — Деніел Блейк
- Гейлі Сквайрс — Кеті
- Міккі Мак-Грегор — Іван
- Колін Кумбс

## Нагороди й номінації
| Список нагород і номінацій           | Список нагород і номінацій | Список нагород і номінацій             | Список нагород і номінацій | Список нагород і номінацій | Список нагород і номінацій |
| Кінопремія                           | Дата церемонії             | Категорія                              | Номінант(и)                | Результат                  | Дж                         |
| ------------------------------------ | -------------------------- | -------------------------------------- | -------------------------- | -------------------------- | -------------------------- |
| Каннський кінофестиваль              | 22 травня 2016             | «Золота пальмова гілка»                | «Я, Деніел Блейк»          | Номінація                  |                            |
| Каннський кінофестиваль              | 22 травня 2016             | Спеціальна згадка екуменічного журі    | «Я, Деніел Блейк»          | Перемога                   |                            |
| Каннський кінофестиваль              | 22 травня 2016             | Нагорода «Palm DogManitarian Award»    | Кен Лоуч                   | Перемога                   |                            |
| Премія БАФТА                         | 12 лютого 2017             | Найкращий фільм                        | «Я, Деніел Блейк»          | Номінація                  | [ 3 ]                      |
| Премія БАФТА                         | 12 лютого 2017             | Найкращий режисер                      | Кен Лоуч                   | Номінація                  | [ 3 ]                      |
| Премія БАФТА                         | 12 лютого 2017             | Найкраща акторка другого плану         | Гейлі Сквайрс              | Номінація                  | [ 3 ]                      |
| Премія БАФТА                         | 12 лютого 2017             | Найкращий оригінальний сценарій        | Пол Лаверті                | Номінація                  | [ 3 ]                      |
| Премія БАФТА                         | 12 лютого 2017             | Найкращий британський фільм            | «Я, Деніел Блейк»          | Перемога                   | [ 3 ]                      |
| Премія британського незалежного кіно | 4 грудня 2016              | Найкращий британський незалежний фільм | «Я, Деніел Блейк»          | Номінація                  | [ 4 ]                      |
| Премія британського незалежного кіно | 4 грудня 2016              | Найкращий режисер                      | Кен Лоуч                   | Номінація                  | [ 4 ]                      |
| Премія британського незалежного кіно | 4 грудня 2016              | Найкращий актор                        | Дейв Джонс                 | Перемога                   | [ 4 ]                      |
| Премія британського незалежного кіно | 4 грудня 2016              | Найкраща акторка                       | Гейлі Сквайрс              | Номінація                  | [ 4 ]                      |
| Премія британського незалежного кіно | 4 грудня 2016              | Найкращий сценарій                     | Пол Лаверті                | Номінація                  | [ 4 ]                      |
| Премія британського незалежного кіно | 4 грудня 2016              | Найбільш багатообіцяючий дебют         | Гейлі Сквайрс              | Перемога                   | [ 4 ]                      |
| Премія британського незалежного кіно | 4 грудня 2016              | Найбільш багатообіцяючий дебют         | Дейв Джонс                 | Номінація                  | [ 4 ]                      |
| Премія «Сезар»                       | 24 лютого 2017             | Найкращий фільм іноземною мовою        | «Я, Деніел Блейк»          | Перемога                   | [ 5 ]                      |
| Премія «Магрітт»                     | 3 лютого 2018              | Найкращий фільм спільного виробництва  | «Я, Деніел Блейк»          | Номінація                  | [ 6 ] [ 7 ]                |